# Diablos danzantes de Turiamo
Los Diablos danzantes de Turiamo son una festividad religiosa que se celebra en Turiamo, Estado Aragua (Venezuela), el día de Corpus Christi, llevada a cabo por las "Sociedades del Santísimo".
Con sus arenas blancas y sus cálidas aguas, la localidad de Turiamo es una ventana abierta al turismo, ya que los visitantes –antes o después de presenciar el enfrentamiento entre el bien y el mal– suelen zambullirse en la playa, uno de los principales atractivos con los que cuenta esta imponente región del Caribe Venezolano Central.
Se dice que la cofradía de Turiamo son los diablos exiliados. Su tradición de espantar al demonio data de siglo XVIII, pero en 1957 fueron sacados de sus tierras durante la dictadura de Marcos Pérez Jiménez, para la instalación de una base naval. Desde entonces bailan en los sectores 23 de Enero, El Recurso y La Coromoto de Maracay.
Sus trajes son realizados de colores muy llamativos, llevan máscaras de cartón y alambres con velos, para soportar el calor de la ciudad. Al atuendo le agregan una especie de látigo de cuero con un palo de madera, conocido como “el mandador”. Su danza va al ritmo de los cuatros y las maracas.
Al sonido de cencerros, campanas, el cuatro y las maracas desde 1957 los Diablos Danzantes de Turiamo conmemoran el día de Corpus Christi en los sectores El Recurso, La Coromoto y 23 de Enero de Maracay, Estado Aragua; tierras que fueron los destinos de la población desplazada por instrucciones de Marcos Pérez Jiménez quien instaló una base naval en la Bahía de Turiamo; cuna de esta festividad religiosa.
Aunque fueron desplazados de sus tierras los habitantes de Turiamo no renunciaron a sus costumbres, creencias y tradiciones las cuales son elementos fundamentales de la cultura de resistencia de los pueblos, el Corpus Christi se efectúa cada noveno jueves del Jueves Santo cuando los Danzantes celebran la festividad en honor al Santísimo Sacramento del Altar simbolizando el ancestral triunfo del bien sobre el mal. Esta manifestación cultural tiene una estructura interna, con vestimentas específicas, jerarquías, establecidas y respetadas por sus promeseros, cofrades y la comunidad contribuyendo así a fortalecer la unidad de la Hermandad del Santísimo.
Durante estos días de conmemoración al Santísimo Sacramento se visitan las casas de los fieles y descendientes del culto turiamero quienes ofrecen bebidas y comidas como muestra de agradecimiento. Es importante resaltar que esta manifestación se baila por primera vez en 1646 después que los españoles trajeron la creencia originaria de Francia hacia el Santísimo Sacramento y los esclavos le adaptaron el baile africano e indígena teniendo así una pieza diversificada cuentan los viejos turiameros que el 21 de marzo de 1957 fue un día de gran tristeza porque abandonaron sus tierras y sus suelos. Luego de dejar atras su tierra bailaron por primera vez en el Sector El Recurso y luego en 23 de Enero, asegurando que el destierro no evitara que continuaran transmitiendo de generación en generación sus conocimientos y manifestaciones recibidas por sus ancestros dando así continuidad a este legado como son los Diablos Danzantes de Turiamo. 

## Declaración de Patrimonio Cultural Inmaterial de la Humanidad
Los Diablos danzantes de Corpus Christi ingresaron, junto con otras 11 cofradías del país, a la lista representativa del Patrimonio Cultural Inmaterial de la Humanidad que aprueba la Organización de la Naciones Unidas para la Educación, Ciencia y la Cultura (Unesco), en París, el 6 de diciembre del año 2012.
Once cofradías, enraizadas en igual número de comunidades de
Venezuela desde hace cerca de cuatrocientos años, se rinden ante el
Santísimo Sacramento, el noveno jueves después del Jueves Santo,
integrados a la celebración católica del Corpus Christi. En cada
una de estas comunidades, las vestimentas, los bailes e instrumentos
utilizados son diferentes, pero tienen en común una ceremonia plena
de religiosidad popular, devoción y fe desprendida, en la que
concurren los elementos de las culturas africanas y originarias, en
una tradición transmitida de padres a hijos, signada por la participación
popular, la resistencia cultural, el desarrollo de vínculos
solidarios y la celebración de la espiritualidad.
Cada una de estas diabladas, que hoy se consideran Patrimonio
Cultural Inmaterial de la Humanidad, constituyen una expresión
profunda de la venezolanidad y nos hacen sentir orgullosos de nuestra
condición de pueblo multiétnico y pluricultural, perseverante y
hermanado en la tarea de fortalecer nuestro destino de patria
independiente y soberana.
Este reconocimiento de la UNESCO a los Diablos Danzantes de Corpus
Christi de Venezuela proyecta con intensidad al pueblo venezolano en
el resto del mundo, desde una de sus prácticas culturales de mayor
arraigo y trascendencia, y lleva un mensaje de amor, paz y
solidaridad para todos los Pueblos.